# Marek Souček
Marek Souček (* 12. dubna 1990) je český basketbalista, který hraje na pozici pivota.
Je vysoký 211 cm, váží 104 kg.

## Kariéra
- 1997 – 2008 : BK Moravská Slavia
- 2008 – 2011 : CBA - Canarias Basketball Academy
- 2011 – : Oklahoma State Cowboys